# Солоха (курган)
Скифское захоронение (насыпь) Соло́ха или Могила-Знаменская — знаменитое скифское захоронение на левом берегу Днепра неподалёку от Каменки-Днепровской Запорожской области, изученное в 1912—1913 годах экспедицией Н. И. Веселовского.

## История
Скифское захоронение было обнаружено на левом берегу Днепра неподалёку от Каменки-Днепровской Запорожской области. Оно было изученно в 1912—1913 годах экспедицией русского археолога Н. И. Веселовского. Он в своих записках приводит его описание: 
Первоначальная высота его может быть определена довольно точно, так как он не был раскопан сверху, и только самая верхушка оказалась сравненной для установки тригонометрического знака. Несмотря на это, он все-таки представлялся издали острым: отвесная высота кургана равнялась 18 метрам.
До раскопок Веселовского курган представлял собой насыпь высотой восемнадцать метров с диаметром около 100 м. В насыпи находились две усыпальницы. Одна из них, в которой находилось захоронение знатной женщины, оказалась разграбленной в древности. Вторая где был захоронен вождь, его оруженосец, слуга, пять коней и конюший оказалась нетронутой. На останках, которые отождествляются с персоной «царя», было найдено пять пластинчатых браслетов: три на правой руке и два на левой. Возле головы лежал бронзовый шлем и золотой гребень. Золотой гребень из кургана Солоха, найденный А. А. Бобринским, как и большинство извлечённых из скифских курганов предметов роскоши, попал в собрание петербургского Эрмитажа.
Захоронения не были сделаны одновременно: через какое-то время после насыпки кургана высотой около 15 метров над захоронением знатной женщины, часть насыпи была снесена до основания и вырыта новая могила для скифского вождя. Могила представляла собой сложное сооружение, включавшее колодец со ступеньками, 10-метровый коридор и погребальную камеру с тремя боковыми нишами. Вождь был захоронен в наибольшей из трех ниш, в этой же нише был устроен тайник с ценными вещами. В две другие ниши был сложен погребальный инвентарь. Затем насыпь была досыпана уже над обеими могилами и увеличена в размерах. 
Скифский могильник, в составе которого находилась насыпь Солоха, ещё около ста лет назад представлял собой целый скифский некрополь, состоящий из 75 насыпей. В настоящее время земельный участок распахивается, что вызывает озабоченность научного сообщества.